# Potencial de Riesz
En matemáticas, el potencial de Riesz es una potencial que debe su nombre a su descubridor, el matemático húngaro Marcel Riesz.  En cierto sentido, el potencial de Riesz define una inversa para una potencia del operador de Laplace en el espacio euclídeo.  Generalizan a varias variables las integrales de Riemann-Liouvilles de una variable.

## Definición
Si 0 < α < n, entonces el potencial de Riesz Iαf de una función localmente integrable f en Rn es la función definida por
| {\displaystyle (I_{\alpha }f)(x)={\frac {1}{c_{\alpha }}}\int _{\mathbb {R} ^{n}}{\frac {f(y)}{\|x-y\|^{n-\alpha }}}\,\mathrm {d} y} | \| \| \| \| \| \| \| \| | (1) |
| |                         |     |
| |                         |     |

donde la constante viene dada por
{\displaystyle c_{\alpha }=\pi ^{n/2}2^{\alpha }{\frac {\Gamma (\alpha /2)}{\Gamma ((n-\alpha )/2)}}.}